# Observatório Monte Wilson
Imagem mostrando o telescópio de Mount Wilson
Observatório Monte Wilson (em inglês:  Mount Wilson Observatory - MWO) é um observatório astronômico no Condado de Los Angeles, Califórnia, Estados Unidos. Está localizado no Monte Wilson, um pico de 1 712 metros de altitude nas Montanhas San Gabriel, próximo a Pasadena, noroeste de Los Angeles. Seu principal telescópio, um telescópio refletor, possui 1,5 metro de diâmetro.
Graças à inversão térmica que captura a poluição atmosférica em Los Angeles, o Monte Wilson possui ares mais constantes do que qualquer outra localização na América do Norte, tornando-o ideal para observações astronômicas e interferometria. O crescimento de Los Angeles limitou a capacidade do observatório em estudar as profundezas do espaço, mas o observatório continua a ser produtivo, com vários instrumentos novos e antigos para uso na pesquisa astronômica.
O observatório foi projetado e fundado por George Ellery Hale, que construiu o telescópio de um metro de diâmetro no Observatório Yerkes. O Observatório Solar de Monte Wilson foi fundado pela Carnegie Institution of Washington em 1904, com terras arrendadas dos proprietários do Hotel Monte Wilson em 1904. Entre as condições do arrendamento estavam a permissão de acesso público ao observatório.

## Telescópio Hale
O espelho do principal telescópio do Observatório Monte Wilson, o Telescópio Hale, possui 1,5 metro de diâmetro. Este espelho foi construído em Saint-Gobain, na França, em 1896, como um presente do pai de George Ellery Hale. O espelho possuía inicialmente 191 mm de espessura e 860 kg, sendo um bloco de vidro não adequado para observação. Porém, foi somente em 1904 que Hale recebeu recursos da Carnegie Institution para construir um observatório. Ajustes nos parâmetros do espelho do telescópio iniciaram-se em 1905, e levaram dois anos. A instalação da base e da estrutura do telescópio foi feito em San Francisco, e por pouco não foi destruída no Terremoto de San Francisco de 1906. O transporte das peças para o topo do Monte Wilson foi um trabalho árduo, e um comboio de mulas foi usado para transportar o material. As primeiras observações foram realizadas em 8 de dezembro de 1908. Era na época o maior telescópio em operação do mundo.
O telescópio refletor de 1,5 m tornou-se um dos telescópios mais produtivos e bem sucedidos da história da astronomia. Seu desenho e seu poder de resolução de imagem tornou possível a análise espectroscópica, medidas de paralaxe, fotografia e fotometria de nebulosas. Embora superado em tamanho pelo Telescópio Hooker nove anos depois, o Telescópio Hale continuou como um dos maiores em uso por décadas.
Em 1992, o Telescópio Hale foi adaptado com um sistema de óptica adaptativa, o Atmospheric Compensation Experiment (ACE). O sistema de 69 canais melhorou o poder de resolução do telescópio de 0,5-1,0 segundos de arco para 0,07 segundos de arco. ACE foi desenvolvido pela DARPA para a Iniciativa Estratégica de Defesa, com a National Science Foundation fornecendo os fundos necessários para conversão civil.
Atualmente, o Telescópio Hale é utilizado para observações públicas. Olheiras são adaptados ao invés de instrumentos. No presente, é o maior telescópio do mundo voltado para uso público. Em junho de 2009, o custo para meia noite de observação era de 900 dólares americanos.[carece de fontes?]